# Planargia

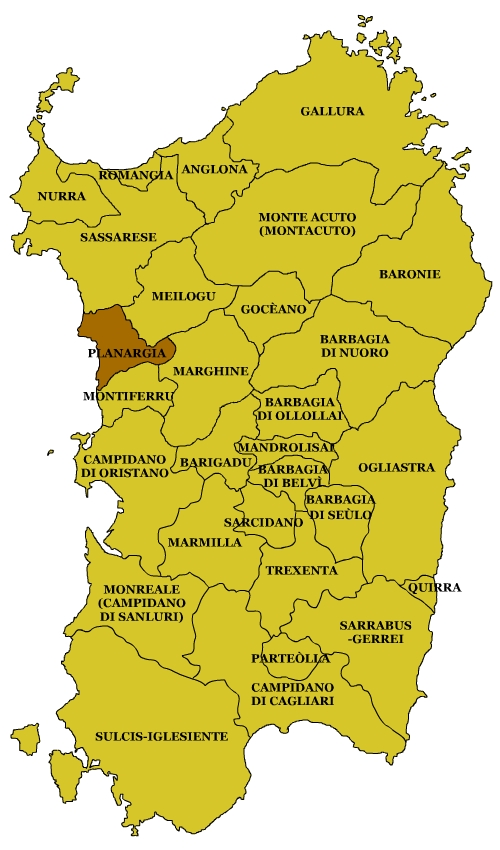
Planargia en surbrillance.

Planargia (Pianàlza en sarde) est une petite région côtière de la zone centre-nord-ouest de la Sardaigne. Elle se trouve essentiellement dans la province d'Oristano.

## Géographie
Planargia qui doit son nom au fait qu'il s'agit essentiellement d'un plateau se situe du côté ouest de la Sardaigne , qui s'étend entre la vallée du Temo près de la ville de Bosa au nord et les montagnes atteignant 1 000 m d'altitude de l'ancien volcan Monte Ferru au sud dans la province d'Oristano. elle est bordée par l' Arborea au sud, la Barbagia à l'est et le Logudoro au nord. A l'ouest, la Planargia borde la mer.
Les principales localités d'altitude de la Planargia sont Cuglieri et Santu Lussurgiu . Les environs offrent des forêts, des collines et des rivières, des plages de sable fin ou de hautes falaises. La végétation est principalement constituée de forêts de Lecci. Le massif du Monte Ferru s'étend sur la route de Cuglieri à Santu Lussurgiu et est composé de basalte et de trachyte. Les plus hauts sommets sont le Monte Urtigu culminant à 1 050 m et le Monte Entu à 1 024 m.

## Langue
Dans la région de Planargia, on parle la variante du dialecte sarde la plus proche du logudorese littéraire (ainsi que dans la région de Bonorva, au nord-est). Cependant, étant géographiquement un peu plus proche d'Oristano que de Sassari, elle est administrativement séparée des autres sous-régions du Logudoro.

## Climat
Planargia se caractérise par un climat chaud et sec en été, tandis qu'en hiver les températures sont fraîches et l'humidité importante, en raison de son exposition aux vents du libeccio. Ce microclimat particulier rend ses collines idéales pour la culture du vin Malvasia, en particulier dans les territoires proches de Modolo Tresnuraghes et de Magomadas qui font partie partie de la commune de Bosa .

## Économie
Le tourisme est présent.
L'élevage ovin est surtout répandu dans les campagnes de  Suni, Bosa et Montresta.

## Archéologie
La Domus de Janas de Serrugiu et les ruines de la ville de Cornus , près de Santa Caterina di Pittinuri, présentent un intérêt archéologique . Cornus, comme Tharros , était une cité punique fondée en 211 av. J.-C. est devenu romain . Au IVe siècle, le lieu fut rebaptisé « Columbaris » et était un centre chrétien avec la plus ancienne église de Sardaigne. La basilique à trois nefs avec abside et fonts baptismaux peut être visitée comme une ruine. Les tours génoises ou sarrasines (Cappo Nieddu, Torre del Pozzo, Torre di Foghe) sont également situées sur la côte. Parmi les Nuraghe , qui se trouvent au bord de la Planargia, le Protonuraghe Seneghe près de  Suni et le Grand Nuraghe Lugherras près de Paulilatino méritent une attention particulière, mais sont difficiles à trouver.